# کاپا شکارچی
ستاره سیف‌الجبار (شمشیر شکارچی) با نام‌گذاری بایر کاپا شکارچی (κ Orionis، کوتاه‌شده به Kappa Ori، κ Ori) و نام‌گذاری فلامستید «۵۳ شکارچی» (۵۳ Ori)، یک ابرغول آبی و ششمین ستارهٔ درخشان صورت فلکی شکارچی است. از میان چهار ستارهٔ درخشان که چهارضلعی اصلی شکارچی را تشکیل می‌دهند، این ستاره در گوشهٔ جنوب‌شرقی قرار دارد. برای ناظری در نیمکرهٔ شمالی که به سمت جنوب می‌نگرد، این ستاره در پایین سمت چپ شکارچی دیده می‌شود و برای ناظری در نیمکرهٔ جنوبی که به سمت شمال می‌نگرد، در بالا سمت راست قرار دارد. اندازه‌گیری‌های اخترسنجی با اختلاف منظر فاصلهٔ آن را حدود ۶۵۰ سال نوری از خورشید برآورد کرده‌اند. این ستاره کوچک‌تر، کم‌نورتر، اما داغ‌تر از رجل‌الجبار است و قدر ظاهری  دیداری آن ۲٫۱ است. درخشندگی این ستاره اندکی تغییر می‌کند و به‌میزان ۰٫۰۴ قدر نوسان دارد.

## نامگذاری
«کاپا شکارچی» نام‌گذاری بایر این ستاره و «۵۳ شکارچی» نام‌گذاری فلمستید آن است. نام سنتی «سیف» از واژهٔ عربی «سیف‌الجبار» (به‌معنی «شمشیر غول») گرفته شده است. این نام در اصل برای اتا شکارچی به‌کار می‌رفت. در سال ۲۰۱۶، اتحادیه بین‌المللی اخترشناسی گروه کاری نام‌گذاری ستارگان (WGSN) را برای ثبت و استانداردسازی نام‌های ویژهٔ ستارگان ایجاد کرد. نخستین بولتن WGSN در ژوئیهٔ ۲۰۱۶ شامل فهرست نخستین نام‌های تأییدشده بود که «سیف» برای این ستاره نیز در آن آمده و اکنون در «فهرست نام‌های ستارگان اتحادیه بین‌المللی اخترشناسی» ثبت شده است.
در فهرست ستارگان قرن هفدهمT اثر محمد اخصاصی موقت، این ستاره با نام «رکبه‌الجوزاء الیمنیه» ذکر شده که در لاتین به «Genu Dextrum Gigantis» به‌معنی «زانو راست غول» ترجمه شده است.

## ویژگی‌ها
شمشیر شکارچی یک ابرغول با ردهٔ طیفی B0.5 Ia است. ردهٔ درخشندگی «Ia» نشان‌دهندهٔ یک ابرغول درخشان است که ذخیرهٔ هیدروژن در هستهٔ خود را مصرف کرده و از رشتهٔ اصلی تکامل یافته است. این ستاره دارای باد ستاره‌ای نیرومندی است و با نرخ 9.0 × 10−7 جرم خورشید در سال جرم از دست می‌دهد، که معادل از دست دادن جرم خورشید در هر ۱٫۱ میلیون سال است. با استفاده از اختلاف منظر اندازه‌گیری‌شده توسط هیپارخوس و طیف‌نگاری، جرم آن ۱۵٫۵۰ ± ۱٫۲۵ برابر جرم خورشید و درخشندگی آن ۵۶٬۸۸۱ برابر خورشید برآورد شده است. تحلیل طیف و سن اعضای انجمن اُریون OB1 جرم ۲۸ برابر خورشید (از جرمی آغازین برابر با ۳۱٫۸ برابر خورشید) و سنی برابر با ۶٫۲ میلیون سال را نشان می‌دهد. همچنین تحلیل توزیع انرژی طیفی این ستاره با استفاده از فاصلهٔ هیپارخوس، درخشندگی آن را 60,000 L☉ و شعاع آن را 13 R☉ نشان می‌دهد. ستارگان بزرگی مانند سیف (و بسیاری دیگر از ستارگان شکارچی) سرانجام بر اثر فروپاشی گرانشی منفجر شده و به‌صورت ابرنواختر در می‌آیند.

## در فرهنگ‌ها
در اخترشناسی چینی، 參宿 (Shēn Sù)، به‌معنی «سه ستاره»، یک مجموعه‌ستاره است که شامل سیف‌الجبار، نطاق، نِظام، منطقه، ابط‌الجوزا، ناجذ و رجل‌الجبار می‌شود. در نتیجه، نام چینی سیف 參宿六 (Shēn Sù liù، «ستاره ششم از سه ستاره») است.
در فرهنگ بومیان واردَمَن در شمال استرالیا، سیف‌الجبار به‌عنوان «چوب حفاری گومان» شناخته می‌شود که اژدرمار کله‌سیاه برای ایجاد یک دره از آن استفاده کرده است.